# بیل ماکریج
بیل ماکریج (انگلیسی: Bill Mockridge؛ زادهٔ ۲۸ ژوئیهٔ ۱۹۴۷) بازیگر و هنرمند کاباره اهل کانادا و بنیان‌گذار «تئاتر اشپرینگ‌ماوس» در شهر بن آلمان است.
از فیلم‌ها یا برنامه‌های تلویزیونی که وی در آن نقش داشته است، می‌توان به خیابان لیندن اشاره کرد.